# Антон фон Штерк
Антон фон Штерк (21 лютого 1731, Бад-Заульгау, Верхня Швабія, Герцогство Вюртемберг — 23 січня 1803, Відень, Австрія) — австрійський лікар і фармаколог, учень Герарда ван Світена.

## Біографія
Народився 21 лютого 1731 року в Бад-Заульгау. Дуже рано втратив обох батьків і внаслідок цього потрапив у віденський сирітський притулок для бідних.
З дитинства мріяв стати лікарем і в притулку взявся за самоосвіту. Після повноліття і виходу із притулку отримав квартиру і почав вивчати медицину під керівництвом Герарда ван Світена. У 1757 році отримав вчений ступінь доктора медицини у Віденському університеті. Пізніше став дияконом медичного факультету і ректором університету.
У 1758 році Штерк став «першим лікарем» Віденського міського інституту для бідних. З 1764 року — особистий лікар імператора Франца I. У 1767 році став особистим лікарем імператриці Марії Терезії, вилікувавши її від натуральної віспи.
У 1775 році Антон фон Штрек став дворянином, отримавши титул барона. Приблизно в той самий час його брат Маттіас був особистим лікарем Тешенского герцога Альберта, і в 1779 році також став бароном.
Штерк був членом багатьох європейських наукових товариств та автором численних медичних трактатів латиною, в яких докладно описував свої експерименти зі встановлення терапевтичних ефектів отруйних рослин. Праці Антона фон Штерка викликали великий інтерес у наукових колах і були перекладені німецькою, французькою, англійською, голландською і португальською мовами, швидко поширившись по всій Європі. Саме Штерк увів у медицину аконіт. На честь вченого було названо один із найпоширеніших видів садових культур — Борець Штерка (садовий).
Помер 23 січня 1803 року у Відні, не доживши буквально місяць до свого 72-річчя.

## Наукові роботи
- An essay on the medicinal nature of Hemlock. Nourse, London, 1760
- Libellus, quo demonstratur: cicutam non solum usu interno tutissime exhiberi, sed et esse simul remedium valde utile in multis morbis, qui hucusque curatu impossibiles dicebantur. Vienna, 1760[5]
- Supplementum necessarium de cicuta. Trattner, Vindobonae, 1761[6]
- Libellus, quo demonstratur: stramonium, hyosciamum, aconitum non solum tuto posse exhiberi usu interno hominibus, verum et ea esse remedia in multis morbis maxime salutifera. Vienna, 1762[7]
- Libellus, quo demonstratur: Colchici autumnalis radicem non solum tuto posse exhiberi hominibus, sed et ejus usu interno curari quandoque morbos difficillimos, qui aliis remediis non ceduntdicem. Vienna: JT Trattner, 1763[8]
- Libellus, quo continuantur experimenta et observationes circa nova sua medicamenta. Vienna, JT Trattner, 1765, 1769[9]
- Libellus, quo demonstratur: Herbam veteribus dictam flammulam Jovis posse tuto et magna cum utilitate exhiberi aegrotantibus. 1769: Deutsch von S. Schintz, Zürich, 1764
- Zwo Abhandlungen vom Nutzen und Gebrauch des Brennkrauts und des weißen Dyptam (aus dem Lateinischen). Nürnberg, 1769.[10][11]
- Libellus de usu medico Pulsatillae nigricantis. Vienna 1771; German edition, Frankfurt und Leipzig, 1771[12]
- Medicinisch-praktischer Unterricht für die Feld und Landwundärzte der österreichischen Staaten, 2 vols. Vienna, JT Trattner 1776, 1786, 1789; in Latin. von JM Schosulan, 1777, 1784, 1791; in Dutch, Rotterdam, 1787[13]
- Praecepta medico-practica in usum chirurgorum castrensium et ruralium ditionum austriacarum. Vienna: Rudolph Graeffer, 1777, 586[14][15]
- Pharmacopoea Austriaco — provincialis emendata. 1794[16][17]